# Tetragnatha filiformata
Tetragnatha filiformata là một loài nhện trong họ Tetragnathidae.
Loài này thuộc chi Tetragnatha. Tetragnatha filiformata được miêu tả năm 1942 bởi Roewer.